# Architektura secesji w Rosji
Architektura secesji w Rosji – stanowiła zróżnicowany kierunek w architekturze rosyjskiej, w ramach którego można wydzielić trzy główne nurty: modernizowany, narodowy styl neorosyjski, modernizm północny (odpowiednik skandynawskiego romantyzmu narodowego) oraz secesja moskiewska. Budownictwo secesyjne w Rosji pojawiło się w 1896 roku i było rozwijane do roku 1918. Niemniej nazywane niekiedy „rosyjską secesją” projekty w „baśniowym” wariancie stylu neorosyjskiego pojawiały się już od 1869 roku. W okresie tym doszło w Rosji również do gwałtownego rozwoju pozostałych dziedzin sztuki i rzemiosła artystycznego, m.in. architektury wnętrz, rzeźbiarstwa, malarstwa, grafiki, meblarstwa, złotnictwa, ceramiki.

## Art nouveau w stylu neorosyjskim

### Architektura świecka
Przypominający secesję baśniowy nurt w architekturze neorosyjskiej pojawił się w latach 70. XIX wieku pod wpływem projektów Wiktora Hartmanna i Iwana Ropeta. Architektura ta, podobnie jak secesja, charakteryzowała się m.in. fantazyjnymi formami, często płynnymi, falistymi liniami, roślinnymi i zwierzęcymi ornamentami. Od secesji odróżniały ją przede wszystkim założenia teoretyczne, m.in. świadome, postulowane odniesienie do historii, tradycji i folkloru. Jednym z pierwszych przykładów neorosyjskiej fantazyjnej architektury jest niezrealizowany projekt nowej Bramy Kijowskiej z 1869 roku autorstwa Wiktora Hartmanna. Tradycje zapoczątkowane przez Hartmanna i Ropeta były następnie kontynuowane przez Fiodora Schechtela i innych czołowych architektów rosyjskich.
Pod koniec XIX wieku na sztukę rosyjską zaczęła oddziałować zachodnia secesja, co zaowocowało często swobodnym łączeniem form secesyjnych i neorosyjskich w Rosji. Ważnym źródłem inspiracji dla secesyjnych architektów w Rosji było również budownictwo eklektyczne. Do głównych przykładów modernizmu w stylu neorosyjskim zalicza się przebudowę Dworca Jarosławskiego w Moskwie (1902–1904) i dom „Skazka” w Petersburgu (1909, arch. Aleksandr Bernardazzi). Kolejnym nurtem w ramach którego przejawiały się formy secesyjne był retrospektywizm staroruski, wywodzący się wprost ze stylu neorosyjskiego. W przeciwieństwie do starszej generacji architektów neorosyjskich retrospektywiści przywiązywali większą wagę do posługiwania się wyrazistymi, autentycznymi wzorami dawnej architektury rosyjskiej i nie wahali się korzystać ze zdobyczy modernizmu. Do najważniejszych budynków tego nurtu zaliczany jest m.in. budynek Banku Państwowego w Niżnym Nowogrodzie (1910–1912).

### Architektura sakralna
Od lat 80. XIX wieku do 1917 roku pojawił się trend modernistyczny w neorosyjskiej architekturze sakralnej, dotyczący głównie mniejszych projektów. Modernizm nie miał na celu zaprzeczania czy zrywania z rosyjską cerkiewną tradycją architektoniczną, lecz stanowił jej rozwinięcie poprzez stosowanie nowoczesnych rozwiązań technicznych i artystycznych w ramach tradycyjnych form.
Najstarszymi przykładami tego typu budowli są m.in. cerkiew Obrazu Chrystusa Nie Ludzką Ręką Uczynionego w Abramcewie (1881–1882) według projektu Wiktora Wasniecowa, niezachowana drewniana cerkiew Wszystkich Świętych w Nadieżdinsku (1896–1898), cerkiew św. Ducha w Tałaszkinie (1902–1905), cerkiew Zmartwychwstania Pańskiego w Sokolnikach (1903–1912), cerkiew Św. Trójcy w Bałakowie (1908–1909), monaster Świętych Marty i Marii w Moskwie (1908–1911), cerkiew Opieki Najświętszej Bogurodzicy w Petersburgu (1912–1913), drewniana cerkiew Kazańskiej Ikony Matki Bożej w Wyricy (1912–1914), cerkiew Sergiusza z Radoneża na Kulikowym Polu (1913) i cerkiew Obrazu Chrystusa Nie Ludzką Ręką Uczynionego w Klaźmie (1913), będąca zarazem najstarszą żelbetową świątynią w Rosji.
Na początku XX wieku również niektóre cerkwie staroobrzędowców zaczęły być budowane w stylu modernizmu. Do najstarszych modernistycznych cerkwi staroobrzędowych należy cerkiew Ikony Matki Bożej „Znak” w Petersburgu (1906–1907) wybudowana według projektu Dmitrija Kryżanowskiego z własną kotłownią, parowym systemem ogrzewania ścian i wentylacją. Do kolejnych należały projekty Ilji Bondarenki, np. cerkiew Zmartwychwstania Jezusa Chrystusa i Opieki Bogurodzicy w Moskwie (1908–1909) i cerkiew na Małym Gawrikowie w Moskwie (1911).

## Modernizm północny

### Architektura świecka
Pionierami tzw. „północnej architektury modernistycznej”, rozwijanej głównie w Petersburgu, guberniach nadbałtyckich i Wielkim Księstwie Finlandii byli Fiodor Lidvall i Wasilij Motyljow. Kolejnymi architektami odwołującymi się do modernizmu północnego byli m.in. Aleksandr von Hohen, Stanisław Brzozowski, Sima Minasz, Gawriił Baranowski, Paweł Suzor. Styl ten jest odpowiednikiem zachodniego romantyzmu narodowego i wyróżniał się na tle rosyjskiego modernizmu największym wpływem wzorów zachodnioeuropejskich, szczególnie skandynawskich. W 1897 roku Siergiej Dagilew zorganizował w Petersburgu pierwszą wystawę 70 szwedzkich, norweskich i duńskich artystów modernistycznych, a w roku następnym także artystów rosyjskich i fińskich. Obie wystawy miały wpływ na kształtowanie się modernizmu północnego w Rosji, który obok inspiracji sztuką skandynawską czerpał wzory z rosyjskiego folkloru, budownictwa ludowego i architektury staroruskiej. Szczególnie znamienne były wzajemne wpływy oraz związki artystyczne fińsko-rosyjskie, np. ojciec fińskiej architektury modernistycznej Eliel Saarinen był zarazem członkiem Akademii Sztuk Pięknych w Petersburgu i należał do „Świata Sztuki”. Samo Wielkie Księstwo Finlandii stanowiło w latach 1809–1917 autonomiczną krainę Imperium Rosyjskiego. Modernizm północny był także rozwijany na terenie rosyjskich guberni nadbałtyckich, gdzie po 1917 roku stał się istotnym elementem architektury łotewskiej i estońskiej.
Najstarszymi przykładami modernizmu na terenie dzisiejszej Rosji są luksusowe obiekty mieszkalne: dacza wielkiego kniazia Borysa Władymirowicza w Carskim Siole (1896–1897), Hauswald na Ostrowie Kamiennym (1898, później dwukrotnie przebudowywany), willa Matyldy Krzesińskiej w Petersburgu z oryginalnym oknem na sad (1904–1906) i dworek Czajewa w Petersburgu (1906–1907). Kolejnymi ważnymi obiektami w Petersburgu są m.in. siedziba kompanii Singer (1902), dom Towarzystwa Handlowego „Bracia Jelisiejewy” (1902) i Dom Tołstowski (1910–1912).
Do najokazalszych przykładów romantyzmu narodowego na obszarze rosyjskiego Wielkiego Księstwa Finlandii należą: dworzec kolejowy Helsinki Centralne (1904–1911, arch. Gottlieb Eliel Saarinen), Państwowe Muzeum Historyczne w Helsinkach (1905–1910, arch. Herman Gesellius, Armas Lindgren i G. E. Saarinen), ratusz w Joensuu (1909–1914, arch. G. E. Saarinen).

### Architektura sakralna modernizmu północnego
W Rosji, w kojarzonym na ogół ze sztuką zachodnioeuropejską stylu modernizmu północnego cerkwie prawosławne zasadniczo nie były wznoszone. Styl ten jednak zadomowił się w katolickiej i luterańskiej architekturze sakralnej w Petersburgu i na północy Rosji, a szczególnie w rosyjskiej Finlandii i guberniach nadbałtyckich. Do głównych projektów zrealizowanych w Petersburgu należy katolicka Świątynia Matki Bożej z Lourdes przy Poselstwie Francuskim (1903–1909, arch. Leontij Benois). Odosobnionym przykładem modernizmu północnego w architekturze Wołogdy na Rosyjskiej Północy jest kościół Podniesienia Krzyża Pańskiego (1909–1913, arch. Josif Padlewski).
Najbardziej imponujące świątynie w stylu romantyzmu narodowego były wznoszone w Wielkim Księstwie Finlandii. Należały do nich m.in. projekty architekta Larsa Eliela Soncka, np. katedra Archanioła Michała w Turku (1899–1905), katedra w Tampere (1907) i kościół w Kallio (1908–1912). Przykładami skandynawskiego romantyzmu narodowego na terenie dzisiejszej Rosji są luterańskie świątynie autorstwa Josefa Stenbäcka, np. kościół św. Marii Magdaleny w Primorsku (1904), kościół Przemienienia Pańskiego w Zielenogorsku (1907–1908) i kościół w Mielnikowie (1911–1912). Na skutek rewolucji październikowej (1917) i uzyskania przez Finlandię niepodległości w 1918 roku rozwój architektury w Rosji i Finlandii zaczął podążać w odmiennych kierunkach.

## Secesja moskiewska
Budownictwo secesyjne w Moskwie pojawiło się w 1898 roku, około dwa lata później niż w Petersburgu. Modernizm moskiewski wyróżniał się na ogół większym przywiązaniem do lekkich form secesyjnych od często surowych i ciężkich form modernizmu północnego. Do głównych architektów należeli: Lew Kekuszew, Fiodor Schechtel, Aleksandr Zelenko, Gieorgij Makajew i Iwan Strukow. Istotną rolę w początkowym okresie secesji moskiewskiej odegrał działający w Moskwie angielski architekt William Walcot.
Najstarszym przykładem secesji moskiewskiej jest siedziba Lista w Moskwie (1898). Do kolejnych, podobnych projektów należą: dom Jakunczikowa (1899, arch. William Walcot), domy Rjabuszinskich (1900) i Dzierażynskich (1901) zaprojektowane przez Fiodora Schechtela, siedziba Dinga w Sokolnikach (1902), dom Karła Gutheila (1902–1903, arch. William Walcot) i dom Mindowskiego na ul. Powarskiej (1903). Do ważnych obiektów moskiewskich zalicza się także Hotel Metropol (1899–1907), Typografia Levensona (1900), dom czynszowy „Sokoł” (1902) i Dwór Bojarski (1901–1903).

## Pozostałe ośrodki i nurty Art nouveau
Rosyjska architektura secesyjna była rozwijana także poza Moskwą i Petersburgiem, głównie w Rydze (np. budynki Michaiła Eisensteina), w kaukaskich miasteczkach turystycznych i senatoriach (np. dom handlowy Oganowa we Władykaukazie z 1903 roku), na Powołżu, gdzie powstawały budynki z silnymi wpływami secesji wiedeńskiej (np. dacza Gołownika „ze słoniami” w Samarze z 1908 i Hotel Astoria w Saratowie z 1917 roku) oraz na wielu innych miejscach. W latach 1902–1903 doszło do wykształcenia się ukraińskiego stylu modernistycznego, który był rozwijany w wielu miastach Ukrainy i południa Rosji. Do pionierów nowego stylu należeli: rosyjski architekt Iwan Kuzniecow, autor projektu cerkwi Opieki Najświętszej Bogurodzicy w Plesziwcu (1902) oraz Wasilij Kriczewski, główny architekt Połtawskiego Gubernialnego Ziemstwa (1903). Artyści inspirowali się głównie idealizowanym, lokalnym budownictwem ludowym i dawnym barokiem kozackim. Podczas I wojny światowej, rewolucji w Rosji i utraty części terytoriów rozwój modernizmu na utraconych obszarach zaczął podążać w różnych kierunkach.

## Nowoczesna inżynieria
Nowoczesne budownictwo pojawiło się w Rosji pod koniec XIX wieku dzięki doświadczeniom sztuki inżynierskiej, związanym z budową kolei, górnictwem i ogólnym rozwojem przemysłu. Zaczęły powstawać wtedy mosty o wielkich rozpiętościach (niekiedy otwierane), wielkie piece hutnicze, doki pływające, stalowe wieżowce, rusztowe maszty radiodyfuzyjne. Wprowadzanie nowych materiałów (żelbet, stal, szkło) umożliwiło gwałtowny rozwój budownictwa, w tym architektury secesyjnej. Główną rolę w konstruowaniu nowych obiektów odegrał Władimir Szuchow, który w roku 1896 opracował konstrukcję wieży stalowej w kształcie hiperboloidy obrotowej, odznaczającą się znaczną wytrzymałością, lekkością i prostotą wykonania. Około 200 takich stalowych konstrukcji zbudowano jako wieże ciśnień, latarnie morskie, wieże radiowe itd. Budowano też wieże wielopiętrowe, montowane metodą „teleskopową”. Innym poważnym wkładem Szuchowa w rozwój budownictwa były jego prace nad lekkimi, ekonomicznymi przykryciami przestrzennymi, w wielu przypadkach znacznie wyprzedzającymi jego epokę.
Do nowoczesnych konstrukcji należą np. Krasnojarski Most Kolejowy na Jeniseju (1895–1899, inż. Jewgienij Knorre), Wiadukt Brzeski w Moskwie (1904–1908, arch. Iwan Strukow) i otwierany Most Pałacowy w Petersburgu (1916). Ciekawym projektem są moskiewskie Wierchnije Torgowyje Riady (1893), w których połączono nowoczesną konstrukcję z żelaza i szkła z formami staroruskiej architektury. W trzypiętrowym gmachu z głębokimi suterenami, składającym się z trzech podłużnych pasaży, zmieściło się ponad tysiąc sklepów. Konstrukcja stropów pasaży – metalowe kratownice w kształcie łuku z oszklonymi piętnastometrowymi przęsłami były unikalnym i śmiałym rozwiązaniem w XIX wieku. Do przykładów nowoczesnego budownictwa należą: dom handlowy Moskiewskiego Towarzystwa Kupieckiego (1909, arch. Fiodor Schechtel). Po 1917 roku architektura modernistyczna w Rosji zaczęła ewoluować w kierunku konstruktywizmu. W stylu obu kierunków – modernistycznego i konstruktywistycznego został zaprojektowany m.in. Budynek Centralnego Telegrafu w Moskwie (1925–1927, arch. Iwan Rerberg).

## Literatura
- Jelena Andriejewna Borisowa: Russkij modern. Wyd. 1. Moskwa: Sowietskij Chudożnik, 1990. ISBN 5-269-00028-8. Brak numerów stron w książce
- Paweł Juriewicz Klimow: Modern w Rossiji. Wyd. 1. Moskwa: Art-Rodnik, 2010. ISBN 978-5-404-00025-2. Brak numerów stron w książce
- Marija Władimirowna Naszczokina: Moskowskij modern. Wyd. 1. Sankt-Pietierburg: Koło, 2015. ISBN 978-5-4462-0059-7. Brak numerów stron w książce
- Boris Michajłowicz Kirikow: Architektura pietierburskogo moderna. T. 1-3. Sankt-Pietierburg: Koło, 2008-2011. Brak numerów stron w książce
- Wasilij Władimirowicz Kiriłłow: Architektura siewiernogo moderna. Wyd. 2. Moskwa: URSS KomKniga, 2010. ISBN 5-484-01162-0. Brak numerów stron w książce